# George King (réalisateur)
Pour les articles homonymes, voir George King et King.
George King est un réalisateur britannique, né en 1899 et mort le 26 juin 1966 à Londres.

## Filmographie
- 1930 : Too Many Crooks
- 1930 : Leave It to Me
- 1931 : The Professional Guest
- 1931 : Midnight
- 1931 : Number, Please
- 1931 : Deadlock
- 1932 : Men of Steel
- 1932 : Self Made Lady
- 1933 : Too Many Wives
- 1933 : Matinee Idol
- 1933 : High Finance
- 1933 : Her Imaginary Lover
- 1933 : Beware of Women
- 1933 : To Brighton with Gladys
- 1933 : Mayfair Girl
- 1933 : Smithy
- 1933 : Enemy of the Police
- 1933 : I Adore You
- 1934 : The Silver Spoon
- 1934 : Little Stranger
- 1934 : Oh No Doctor!
- 1934 : Murder at the Inn
- 1934 : Guest of Honour
- 1934 : Nine Forty-Five
- 1934 : To Be a Lady
- 1934 : The Office Wife
- 1934 : Get Your Man
- 1934 : The Blue Squadron
- 1934 : Adventurers Ltd.
- 1935 : Windfall
- 1935 : Full Circle
- 1935 : The Man Without a Face
- 1935 : Gay Old Dog
- 1936 : Reasonable Doubt
- 1936 : Sweeney Todd: The Demon Barber of Fleet Street
- 1936 : The Crimes of Stephen Hawke
- 1937 : Wanted!
- 1937 : Merry Comes to Town
- 1937 : Under a Cloud
- 1937 : The Ticket of Leave Man
- 1938 : Silver Top
- 1938 : Sexton Blake and the Hooded Terror
- 1938 : John Halifax
- 1939 : The Face at the Window
- 1940 : Meurtres à la maison noire (Crimes at the Dark House)
- 1940 : The Chinese Bungalow
- 1940 : The Case of the Frightened Lady
- 1940 : Two for Danger
- 1940 : George and Margaret
- 1943 : Tomorrow We Live
- 1944 : Candlelight in Algeria
- 1946 : Gaiety George
- 1947 : Légitime défense (The Shop at Sly Corner)
- 1948 : Forbidden